# Johnny West
Johnny West ist eine 1977 entstandene deutsche Film-Fernseh-Gemeinschaftsproduktion, eine Mischung aus Musikfilm und Road Movie. Unter der Regie von Roald Koller spielte Rio Reiser hier seine erste Filmrolle.

## Handlung
Der 19-jährige Hans-Michael Westerfeld ist ein schmächtiger, in sich gekehrter, junger Mann, der sein Leben daheim hinter sich gelassen hat und von nichts anderem träumt, als eines Tages als Rockmusiker groß durchstarten zu können. Da man dafür nach seinem Dafürhalten einen amerikanisch klingenden Namen benötigt, nennt er sich fortan Johnny West. West schließt sich als Roadie der Band „The Manhattans“ an und tourt mit ihr durch Deutschland, immer in der Hoffnung, eines Tages selbst als Rockmusiker arbeiten zu können. Doch das Tourleben gestaltet sich als weit weniger glamourös als erhofft, der Job als Roadie ist hart und mit vielen Strapazen verbunden. Und dennoch ist das Gefühl, jetzt Teil der Rockmusik-Welt geworden zu sein, für ihn allein zählend. 
Eines Tages lernt Johnny die gutaussehende Arzttochter Monika kennen und verliebt sich in sie. Dadurch beginnt er seinen Job als Roadie zu vernachlässigen und bekommt Ärger mit dem Manager seiner Idole. Johnny trennt sich daraufhin schweren Herzens von Monika, wird aber dennoch aufgrund eines Streits mit dem Tourmanager gefeuert. An der Seite seines Kumpels Max versucht Johnny jetzt in Frankfurt am Main selbst als Musiker durchzustarten. Er beginnt seine Karriere als Gitarrist der Combo „Missus Beastly“ und absolviert seinen ersten Auftritt in einem kleinen US-Offiziersclub in Hanau. Die „Insignien“ eines Rockmusikers, Sex mit einem Groupie, hier: eine Kellnerin, nimmt er sogleich für sich in Anspruch. Johnny erkennt jedoch bald, dass ihm viel an Monika liegt und kehrt reumütig zu ihr zurück.

## Produktionsnotiz
Johnny West entstand an 48 Drehtagen (davon fünf im Atelier) zwischen dem 24. Februar und 22. April 1977 in Frankfurt am Main und Umgebung, München, Bochum, Köln, Heidelberg, Augsburg, Gießen und Hanau. Der Film wurde am 22. September 1977 im Frankfurter Olympia-Kino uraufgeführt. Der Film lief wegen der Pleite des Filmverleihers Constantin Film nur eine Woche im Kino und kam 1999 erneut ins Kino.
Der nachmals berühmte britische Kameramann Roger Pratt arbeitete hier als Kameraassistent. Gerald Alston intonierte das Titellied Movin’. Peter Welz war Herstellungsleiter, Klaus Keil Produktionsleiter.

## Kritiken
„Ein sehr diszipliniert inszenierter Autorenfilm, dem es etwas an Temperament mangelt. Auch darstellerisch leider schwach.“

## Auszeichnungen
- Der Film erhielt das Prädikat „wertvoll“.
- Rio Reiser wurde 1978 mit dem Filmband in Gold als bester Hauptdarsteller ausgezeichnet.